# Gallejones
Gallejones es una localidad burgalesa situada en Las Merindades, ayuntamiento de Valle de Zamanzas.
Limita al:
- Norte:  Arreba
- Oeste: Orbaneja del Castillo
- Sur: Turzo
- Este: Robredo de Zamanzas

## Demografía
Evolución de la población
| Gráfica de evolución demográfica de Gallejones entre 2000 y 2017   |
|                                                                    |
| Población de derecho (2000-2017) según el padrón municipal del INE |

## Geografía

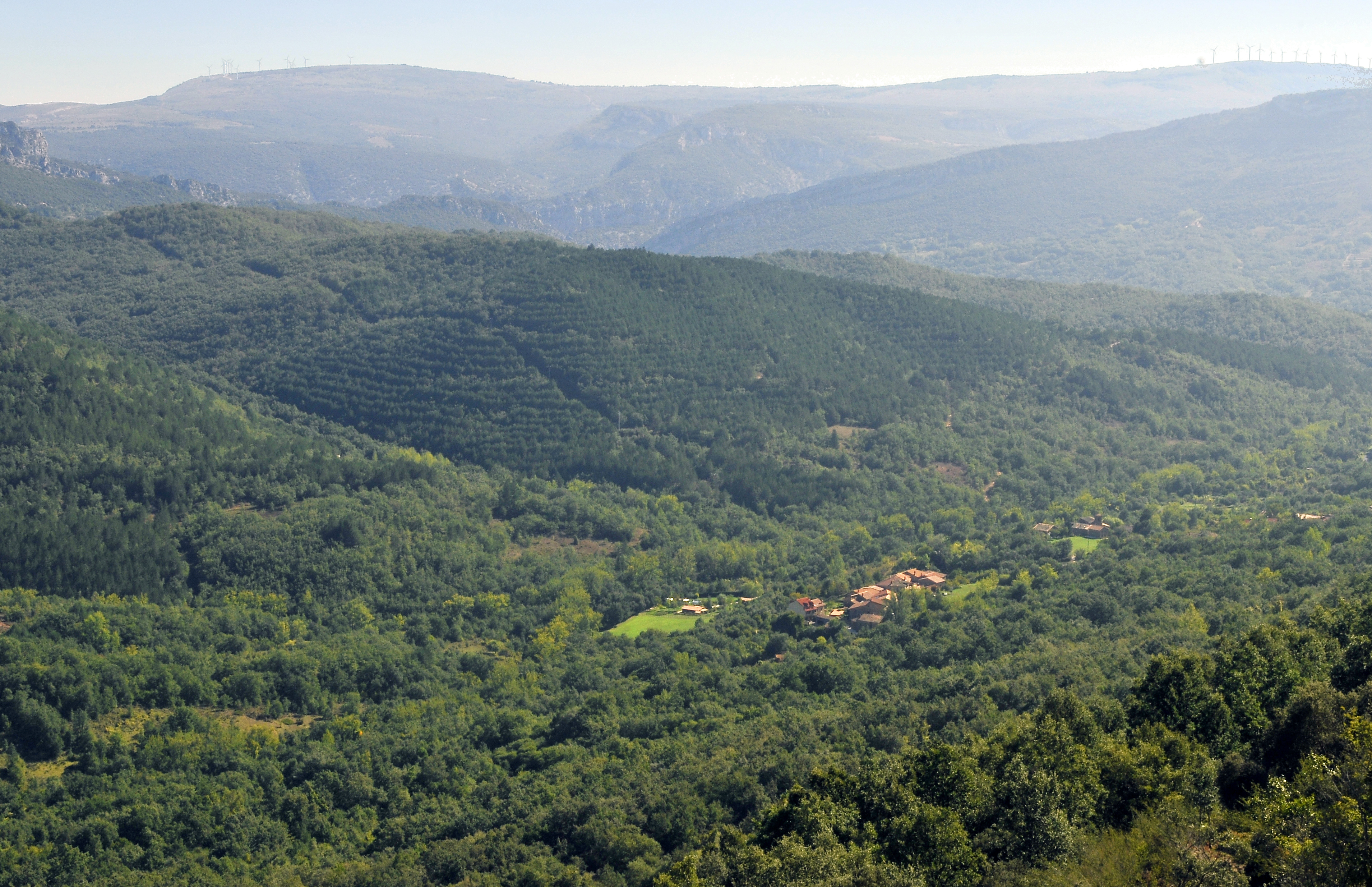
Vista de la localidad y su entorno

El terreno de este pueblo es bastante irregular pues hay algunas zonas llanas, otras en ladera y otras en páramo.
El pequeño valle en el que se asienta el pueblo lo ha formado el arroyo Zouble que desciende desde Población de Arreba. Tan fuerte ha sido su acción sobre el sustrato que no sólo ha labrado su actual cauce, sino que ha erosionado totalmente la prolongación de La Escampada con casi 1.000 metros de altitud, que según los geólogos llegaba hasta la sierra de Tudanca con Peña Nava como máxima altitud. Es decir, hace más de 100 millones de años desde La Escampada hasta tal sierra era un continuo.  Recordar que en Cretácico, último período de la Era Mesozoica, se fueron formando las rocas sedimentarias, tipo caliza que se fueron depositando en estratos sobre un fondo marino. Tras emerger es cuando se fueron formando corrientes de agua tanto en superficie como subterráneas. Por tanto el arroyo Zouble ha ido erosionando toda la roca por la que discurría formando este pequeño valle.
De hecho el núcleo de población de Gallejones en sí no está en zona llana sino en pequeña pendiente, lo cual muestra que los primeros que se asentaron en este pueblo se debieron adaptar a la estructura que la naturaleza había formado. 
La zona más elevada de Gallejones es el Escalerón (958 m s. n. m.).

### Climática
Como todo este contorno es una zona de transición entre el clima oceánico y mediterráneo continentalizado. Hasta La Escampada llegan precipitaciones del norte que descargan en la zona de Carrales debido al efecto pantalla de los montes al sur del pantano del Ebro que son los que coinciden con el ascenso del Puerto de Carrales; por tanto dejan menos precipitaciones por aquí aunque tanto la nubosidad como otras inclemencias son las mismas. Esto hace que los meses centrales del verano sean bastante secos y las precipitaciones suelen ser de convección; las tormentas de verano clásicas. En la clasificación de Köppen se encuadra en la variante Cfb.

### Hidrografía
Arroyo Zouble es el principal. Además tiene numerosas fuentes, manantiales y arroyos.

## Biogeografía
Se halla en la región paleártica en una zona de transición entre el dominio bioclimático y zona biogeográfica eurosiberiana y mediterránea por lo que hay especies pertenecientes a ambas. 
El terreno con variaciones de altitud y de caracteres litológicos, propicia hábitats y biotopos diversos. La vegetación es muy variada aunque se puede agrupar en bosques, laderas y el páramo.
En el área boscosa se dan chopos, tilos, alisos, sauces, fresnos y numerosos arbustos y matas.

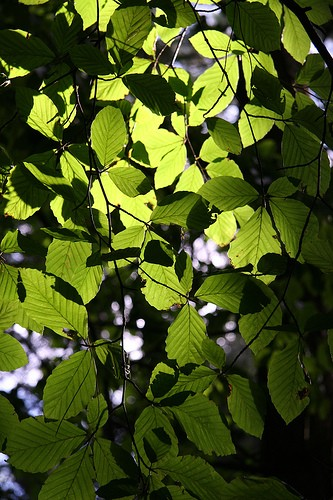
Haya europea.

En las laderas se debe subdividir las que están a la solana de las que están a la umbría pues recibirán una insolación y una pluviosidad diferente. En las umbrías predomina el haya y roble. En las solanas se generan condiciones propicias para el enebro común, la sabina negra, encinas y tejos. También aparecen plantas arbustivas como el guillomo, cornicabra y genista.
También hay quejigo, avellano, espino albar, acebo, arce y saúcos. Entre los arbustos destaca el brezo, endrino, madreselva, aulaga y gayuba. 
Ya en el páramo predomina la carrasca junto a otras variedades arbóreas. También hay diversidad de plantas olorosas como el tomillo, orégano, hinojo y espliego.
En general esta vegetación ha sido afectada por los diferentes aprovechamientos humanos tanto forestal como ganadero. Recordar que las suertes de leña era el modo imprescindible para abastecerse de combustible para pasar los inviernos en todas las casas.

## Historia

### Edad Media
Este pueblo se originó en la Alta Edad Media. El nuevo sistema de producción trataba de aprovechar cualquier tipo de terreno que fuera apto para la agricultura preferentemente y también para la ganadería y explotación forestal. 
Como el terreno no tenía tan acusada delimitación de la propiedad como en la actualidad, grupos de personas procedentes de otros lugares se podían asentar libremente. 
En tiempos altomedievales se encontraba en los límites meridionales del alfoz de Arreba. Por tanto estaba integrado en el Reino de Navarra hasta el alfoz de Bricia y Arreba. Esto lo afirman historiadores como Pérez de Úrbel. 
Luego pasó a poder del Reino de Castilla por conquista. 
Según fue afianzándose este nuevo sistema de producción, los estamentos privilegiados también se fueron implantando. En plena Edad Media los habitantes tenían que pagar impuestos en especies, trabajo personal y dinero tanto a la nobleza como al clero de la Iglesia Católica. 

Gallejones, lugar mixto de abadengo dependiente de San Martín de Elines y solariego de hidalgos, que, “porque son solariegos –se dice- abienense con los señores cada uno como puede”.

### Edad Moderna
Este lugar estaba integrado en el bastón de Laredo, jurisdicción de señorío del Marquesado de Cilleruelo ejercida por el Duque de Frías, quien nombraba su regidor pedáneo.

### Edad Contemporánea
Así describe Sebastián de Miñano en 1826 este pueblo:

“Gallejones provincia y partido de Santander, valle de Zamanzas, 15 vecinos, 66 habitantes, 1 parroquia  aneja de Villanueva. Este pueblo está rodeado de peñas por la parte del sur. En su término se encuentra mina de carbón de piedra.” 

En el siglo XIX, como consecuencia de la abolición de los señoríos y de la reorganización administrativa tanto a nivel provincial como municipal el Valle de Zamanzas pasó a ser ayuntamiento. Englobaba a los pueblos de Aylanes, Barrio la Cuesta, Báscones,  Robredo y Villanueva-Rampalay. Gallejones fue la capital.
Todas las guerras carlistas del siglo XIX tuvieron su repercusión por esta zona. Las partidas de carlistas fueron abundantes en Bricia, el Monte Hijedo y también en el Valle Zamanzas.

#### Segunda República
Durante la Segunda República, en el año 1934 

Se acceda a la roturación solicitada de 8 hectáreas en la partida "Valdetablas", del monte La Cuesta, perteneciente al pueblo de Gallejones de Zamanzas, de la provincia de Burgos, de acuerdo con lo que prescribe la base 21 de la ley .

La Guerra civil, La Guerra, también generó muertos y bastantes represaliados. Durante un breve periodo de tiempo estuvo bajo el “Gobierno Rojo de Santander”.
En el censo de 1950 contaba con 129 habitantes, pasando a 16 en 2007.

## Urbanismo
El pueblo se compone de 3 barrios al pie de una ladera, el de arriba, el del medio y el de abajo. En el del medio es donde está la iglesia y el cementerio, algo excepcional pues el cementerio  aún conserva tal disposición que ha ido desapareciendo de otros pueblos.
La tipología arquitectónica observable, excepto la iglesia, en la actualidad pertenece a los tres últimos siglos. 

## Apellido Gallejones
Existe el apellido “Gallejones”. Apellido toponímico referenciado en este pueblo. Son muy pocas las personas que en la actualidad portan tal apellido por lo que puede desparecer.

## Vías de comunicación
Desde la N-623 se puede acceder cogiendo la BU-V-5145 que lleva a Gallejones y continúa a Villanueva-Rampalay y más allá.